# Mireya Hernández
Mireya Hernández (Ciudad de Panamá, 13 de febrero de 1942 - Ciudad de Panamá, 26 de octubre de 2006) fue una profesora de lengua y literatura española, escritora y periodista panameña. Fue ganadora del Premio Ricardo Miró cuatro veces en diferentes categorías (1989, 2003, 2005, 2006).

## Biografía
Durante su vida colaboró con el periodismo radial y escrito, en específico con el periodismo cultural. Trabajó en relaciones públicas en diferentes entidades gubernamentales como el Instituto Nacional de Cultura, el Instituto Nacional de Deportes, la Asamblea Legislativa y la Presidencia de la República.
En 1976 ganó el Premio de Prensa del Sindicato de Periodistas de Panamá en la categoría de entrevista. En 1989 fue ganadora del Premio Ricardo Miró en la categoría de teatro con El arcoiris (Del mambo al chachacha), obra escrita junto con Edgar Soberón Torchía y estrenada en el Teatro Nacional de Panamá. En 2001 obtuvo nuevamente el Premio Ricardo Miró en la categoría de teatro con Vivir la vida, en 2005 ganó en la categoría de novela con Crónica de caracoles y en 2006 en la categoría teatro con Sucedió en enero.
En 2003 obtuvo reconocimiento con el Primer Premio Esther María Osses del Concurso del Instituto Panameño de Estudios Laborales (IPEL) con el libro Mágico país de lunas sucesivas. En 2006 recibió el Premio Gumercinda Páez por parte del Despacho de la Primera Dama.
Sus últimos años estuvo residiendo en Cuba, tratándose una larga enfermedad. Falleció a los pocos días de recibir el último Premio Ricardo Miró, mientras estaba aún en Panamá.

## Obras
- Estación de lluvia (1974)
- El espacio prohibido de los pájaros (1998)
- Vivir la vida (teatro, 2002)
- Crónica de caracoles (novela, 2006)
- Sucedió en enero (teatro, 2007)

Apariciones en antologías poéticas: Ancón liberado, Poesía panameña 1, Poesía femenina, Poesía panameña contemporánea.